# القوة للشعب (أغنية)
القوة للشعب (بالإنجليزية: Power to the People)‏ هي غنية ة كتبها "جون لينون"، تم إصدارها كأغنية فردية في عام 1971،  تُنسب إلى «جون لينون/ بلاستيك اونو باند Plastic Ono». إحتلت الأغنية المركز 11 في قائمة البيلبورد الأمريكي، والمركز 10 بقائمة الكاش بوكس والمركز 6 في قائمة أفضل الأغاني في المملكة المتحدة. كان أول ظهور للأغنية في ألبوم عام 1975 «السمكة الحليقة»، وهو البوم تجميع أغاني لجون لينون. تم إحياء الأغنية كأغنية موضوعية لحملة بيرني ساندرز (سياسي أمريكي وسيناتور ناشئ دخل في المنافسة لمرشح الرئيس في انتخابات الولايات المتحدة الرئاسية لعام 2016 وعام 2020 عن الحزب الديمقراطي، وحلّ ثانيا في كل منهما).
استخدمت جماعة الفهود السود شعار «كل القوة للشعب» للاحتجاج على هيمنة الطبقة الحاكمة الغنية على المجتمع، بينما أستخدم هذا الشعار أيضا الطلاب المؤيدون للديمقراطية للإحتجاج على الحملة العسكرية الأمريكية في الفيتنام.
بعد عودة جون ويوكو إلى المملكة المتحدة من اليابان في يناير 1971، أجروا مقابلة مع الناشطين السياسيين طارق علي وروبن بلاكبيرن من الصحيفة الماركسية «المول الأحمر»، وعلى الفور بدأ جون في كتابة أغنية مستوحاة من المقابلة، وفي اليوم التالي بدأ العمل على الأغنية في إستوديوهات «اسكوت للصوتيات»، وقال: «لقد كتبت هذه الأغنية بنفس الطريقة التي كتبت بها» أعط السلام فرصة«، ككلمات يغنيها الشعب. أنا أصنع أغاني فردية وكأنها منشورات.»
كتب موقع «إنجيل البيتلز»: «أغنية» القوة للشعب«كانت أول نداء صريح له للعمل الثوري، المستوحى من سياسات اليسار الراديكالي في أوائل السبعينيات»، وقال لينون: «لقد حصلنا على سمعة طيبة بتواجدنا مع شباب من كلية كامبردج للدراسات العليا للثوار في المملكة المتحدة. لقد جعلونا نشعر بالذنب تجاه عدم كره كل من لم يكن فقيرًا لدرجة أنني كتبت الأغنية وأنا أشعر بالحرج».

## طاقم العزف والتسجيل
- جون لينون: غناء وجيتار كهربائي وبيانو
- كلاوس فورمان: جيتار باس
- بيلي بريستون: بيانو ولوحات مفاتيح (كيبورد)
- بوبي كيز: ساكسفون
- جيم جوردون: طبول
- روزيتا هايتاور وآخرين: دعم غناء[15]

## كلمات الأغنية
القوة للشعب، القوة للشعب Power to the people, power to the people
القوة للشعب، والسلطة للشعب، الآن Power to the people, power to the people, right on
تقول إننا نريد ثورة You say we want a revolution
من الأفضل أن نتحرك على الفور We better get on right away
حسنًا، قف على قدميك Well, you get on your feet
إنزل إلى الشارع And enter the street
لننشد، القوة للشعب، القوة للشعب Singin', power to the people, power to the people
القوة للشعب، والسلطة للشعب، الآن Power to the people, power to the people, right on
مليون عامل يعملون من أجل لا شيء A million workers workin' for nothin'
من الأفضل أن تمنحهم ما يمتلكونه حقًا You better give 'em what they really own
علينا أن نحبطك We got to put you down
عندما نأتي إلى المدينة When we come into town
لننشد، القوة للشعب، القوة للشعب Singin', power to the people, power to the people
القوة للشعب، والسلطة للشعب، الآن Power to the people, power to the people, right on
يجب أن أسألكم أيها الرفاق والإخوة I gotta ask you comrades and brothers
كيف تتعامل مع إمرأتك في المنزل؟ How do you treat you own woman back home
يجب أن تكون هي نفسها She got to be herself
حتى يمكنها أن تعطي نفسها So she can give herself
لننشد، القوة للشعب، القوة للشعب Singin', power to the people, power to the people
القوة للشعب، والسلطة للشعب، الآن Power to the people, power to the people, right on

## وصلات خارجية
https://www.songfacts.com/facts/john-lennon/power-to-the-people
https://www.beatlesbible.com/people/john-lennon/songs/power-to-the-people/
https://www.youtube.com/watch?v=4Epue9X8bpc